# Водна криза
Водна криза — це стан нестачі води. Ця тривожна ситуація розвивається особливо в посушливих і напівпосушливих регіонах світу, бо оселившись, люди дізналися, що через природні цикли, неправильне землекористування, демографічні тенденції або проблемні політичні та технічні заходи виникає дефіцит води.
Нестача води може бути також пов'язаною з проблемою її якості. Земля володіє великою кількістю морської води, але без технологій опріснення, ця вода не може бути використаною як питна або для господарської діяльності. 
Забруднення підземних або поверхневих вод може призвести до того, що їх більше не можна буде використовувати як питну воду і для зрошення сільськогосподарських культур і, таким чином, дефіцит води збільшується.
Зниження рівня ґрунтових вод, викликаного, наприклад, шляхом випрямлення річок, видобування підземних вод, зруйнування дамб або через зміну клімату, може призвести до осушення чи опустелювання.

## Наслідки
Особливо в посушливих районах і мегаполісах. Агломерації «третього світу» виникають через відсутність води і появу проблем із здоров'ям пов'язаних з забрудненням: У цілому близько 5 млн людей в рік помирають від хвороб, що передаються через воду, наприклад: хронічна діарея. У всьому світі, за спостереженнями ООН, близько 800 млн людей страждають від нестачі води (половина з них діти), і близько 3,2 млрд людей не мають достатньо надійної каналізації. Кількість населення світу зростає — в 2050 р.,за прогнозами ООН, буде проблизно 8,9 млрд громадян. Це означає, що конкуренція в отриманні доступу до життєво важливих водних ресурсів зростає. У найближчі роки всьому світу загрожує дефіцит запасів води; в 2025 р. близько 1,8 млрд людей не матимуть достатньо питної води.

## Визнання світової водної кризи
Сьогодні Близький Схід і Північна Африка — це регіони з найбільш вираженим браком води. А також в Європі (Іспанія та Італія) з'являються перші ознаки нестачі питної води. Очікується, що цей дефіцит пошириться на території Пакистану, Південної Африки і на значній частині Індії та Китаю вже у найближчі 25 років. Це означає, що кількість конфліктів між державами і всередині держав буде збільшуватися і врешті-решт це може призвести до війни. Слід відзначити і конфлікти між сільським господарством, домашніми господарствами та промисловістю, а також марнотратне поводження з водними ресурсами для розвитку в майбутньому економіки, зокрема в країнах з перехідною економікою і країнах, що розвиваються. У 2002 році ООН, а саме Всесвітній саміт в Йоганнесбурзі підкреслив велике значення цієї проблеми. Були описані дуже складні питання щодо доступу до води і безпечних санітарних технологій (так звані «цілі тисячоліття»). Число людей, які не мають доступу до чистої питної води і санітарних послуг, повинно зменшитися вдвічі до 2015 року. Генеральна Асамблея ООН назвала період з 2005 по 2014 рік «Міжнародним десятиріччям дій» або «Вода — джерело життя».

## Рішення
Проблема води, як правило, супроводжується економічними слабкостями. До того ж можливості обмежені через недостатнє використання інфраструктури, через малі інвестиції та обмежені витрати на електроенергію. Тому марно будувати за зразком Центральної Європи дорогі і енергоємні системи прямого водопостачання з найкращою якістю питної води для всіх цілей використання, а також центральну каналізацію та систему очищення води. Найважливішою є відповідна допомога для розвитку спеціальних технологій, які пов'язані з використанням альтернативних джерел енергії і якомога доступніших засобів для роботи. Як приклад можна згадати сонячні водонагрівальні дистиляції, пов'язані з водовідведенням та екологічно орієнтовані санітарні технології (Екосан). Для мегаполісів буде найважливішим знайти і втілити в життя розумні комбінації щодо альтернативних джерел водопостачання і водовідведення.